# Parisotoma trispinata
Parisotoma trispinata is een springstaartensoort uit de familie van de Isotomidae. De wetenschappelijke naam van de soort is voor het eerst geldig gepubliceerd in 1896 door MacGillivray.